# Élections générales britanniques de 1983
Les élections générales britanniques de 1983 se tiennent le 9 juin afin d'élire les 650 membres de la Chambre des communes. Leur résultat confirme la domination électorale du Parti conservateur mené par Margaret Thatcher, qui obtient (avec près de 400 sièges sur 650) la plus large majorité depuis celle obtenue par les travaillistes en 1945.
Le Parti travailliste mené par Michael Foot essuie de son côté un échec historique, et se retrouve avec un score très proche de l'alliance SDP-Libéraux. Néanmoins, le système électoral britannique ne reflète pas cette quasi-égalité quant au nombre de sièges acquis.
Le faible score du Parti travailliste permet toutefois l'élection de 209 représentants issus de leurs rangs, parmi lesquels on compte deux nouveaux élus qui deviendront plus tard Premiers ministres : Tony Blair et Gordon Brown.

## Sondages

Intentions de votes

## Résultats
| Inscrits                               | Inscrits                   | Inscrits                                                   | 42 703 019 |             |                       |                       |
| Abstentions                            | Abstentions                | Abstentions                                                | 11 481 286 | 26,89 %     |                       |                       |
| Votants                                | Votants                    | Votants                                                    | 31 221 733 | 73,11 %     |                       |                       |
|                                        |                            |                                                            |            |             |                       |                       |
| Bulletins enregistrés                  | Bulletins enregistrés      | Bulletins enregistrés                                      | 31 221 733 |             |                       |                       |
| Bulletins blancs ou nuls               | Bulletins blancs ou nuls   | Bulletins blancs ou nuls                                   | 550 596    | 1,76 %      |                       |                       |
| Suffrages exprimés                     | Suffrages exprimés         | Suffrages exprimés                                         | 30 671 137 | 98,24 %     | 650 sièges à pourvoir | 650 sièges à pourvoir |
|                                        |                            |                                                            |            |             |                       |                       |
| Liste                                  | Tête de liste              | Fonction                                                   | Suffrages  | Pourcentage | Sièges acquis         | Var.                  |
| Parti conservateur                     | Margaret Thatcher          | Premier ministre du Royaume-Uni Chef du Parti conservateur | 13 012 316 | 42,43 %     | 397 / 650             | +58                   |
| Parti travailliste                     | Michael Foot               | Chef du Parti travailliste Chef de l'opposition officielle | 8 456 934  | 27,57 %     | 209 / 650             | −60                   |
| Alliance (en)                          | David Steel et Roy Jenkins |                                                            | 7 780 949  | 25,37 %     | 23 / 650              | +12                   |
| Parti unioniste d'Ulster               | James Molyneaux            |                                                            | 259 952    | 0,85 %      | 11 / 650              | +6                    |
| Parti unioniste démocrate              | Ian Paisley                |                                                            | 152 749    | 0,5 %       | 3 / 650               | =                     |
| Parti national écossais                | Gordon Wilson              |                                                            | 331 975    | 1,08 %      | 2 / 650               | =                     |
| Plaid Cymru                            | Dafydd Wigley              |                                                            | 125 309    | 0,41 %      | 2 / 650               | =                     |
| Parti social-démocrate et travailliste | John Hume                  |                                                            | 137 012    | 0,45 %      | 1 / 650               | =                     |
| Sinn Féin                              | Ruairí Ó Brádaigh          |                                                            | 102 701    | 0,33 %      | 1 / 650               | +1                    |
| Ulster Popular Unionist Party (en)     | James Kilfedder            |                                                            | 22 861     | 0,07 %      | 1 / 650               | =                     |
| Autres listes                          | Néant                      |                                                            | 288 379    | 0,94 %      | 0 / 650               |                       |